# Spicospina flammocaerulea
Spicospina flammocaerulea är en groddjursart som beskrevs av Roberts, Horwitz, Wardell-Johnson, Maxson och Mahony 1997. Spicospina flammocaerulea ingår i släktet Spicospina och familjen Myobatrachidae. IUCN kategoriserar arten globalt som sårbar. Inga underarter finns listade i Catalogue of Life.